# القاسم بن مجاشع التميمي
أبو سهل القاسم بن مجاشع بن تميم بن حبيب التميمي (75 هـ - 140 هـ / 695م - 758م) أحد نقباء بني العباس إبان الدعوة العباسية السرية، وأحد القادة العسكريون بعد قيام الدولة العباسية، كان عظيم القدر ويُقَال له قاضي النقباء، وكان مع أبو مسلم الخراساني لما أمر بالجهر بالدعوة عام 129 هـ وكان على ميسرته في معركة مرو عام 130 هـ التي تغلبت فيها القوات العباسية على والي خراسان في الدولة الأموية نصر بن سيار الكناني ثم سار لقتال والي سرخس وتمكن من قتله والإستيلاء على المدينة، ثم شهد جميع الحروب العباسية الأموية في العراق وفارس.
```
قال 
البلاذري
: 
«
القاسم بن مجاشع بن تميم بن حبيب التميمي كان رئيساً في دولة بني العباس
»
.
[
3
]
```

## نسبه
هو القاسم بن مجاشع بن تميم بن حبيب بن عبيد بن عامر بن مالك بن عرعرة بن مالك بن سعد بن الحارث بن أمرى القيس بن زيد مناة بن تميم بن مُر.